# Parafia Świętej Trójcy w Świątkowie
Parafia Świętej Trójcy w Świątkowie jest jedną z 9 parafii leżącą w granicach dekanatu damasławskiego. Erygowana w XV wieku.

## Dokumenty
Księgi metrykalne: 
- ochrzczonych od 1945 roku
- małżeństw od 1945 roku
- zmarłych od 1945 roku